# Seznam největších jezer světa podle rozlohy
Největší světová jezera (nad 4 000 km²) seřazená podle rozlohy.

## Tabulka největších jezer
| Pořadí | Jezero               | Stát(y)                                            | Rozloha [km²] | Délka [km] | Odtok/Přítok                              | Poznámka                                                        |
| ------ | -------------------- | -------------------------------------------------- | ------------- | ---------- | ----------------------------------------- | --------------------------------------------------------------- |
| 1.     | Kaspické moře        | Ázerbájdžán, Rusko, Kazachstán, Turkmenistán, Írán | 371,000       | 1,199      | bezodtoké                                 | největší jezero na světě, na rozhraní Asie a Evropy             |
| 2.     | Michigan-Huron       | USA, Kanada                                        | 117,702       | 710        | řeka sv. Kláry (povodí řeka sv. Vavřince) | největší jezero Severní Ameriky a největší sladkovodní na světě |
| 3.     | Hořejší jezero       | USA, Kanada                                        | 82,414        | 616        | řeka sv. Marie (povodí řeka sv. Vavřince) |                                                                 |
| 4.     | Viktoriino jezero    | Keňa, Tanzanie, Uganda                             | 69,485        | 322        | Viktoriin Nil (povodí Nil)                | největší jezero Afriky                                          |
| 5.     | Tanganika            | Tanzanie, D.R.Kongo, Zambie, Burundi               | 32,893        | 676        | Lukuga (povodí Kongo)                     |                                                                 |
| 6.     | Bajkal               | Rusko                                              | 31,500        | 636        | Angara (povodí Jenisej)                   | nejhlubší jezero na světě, největší celé v Asii                 |
| 7.     | Velké Medvědí jezero | Kanada                                             | 31,080        | 373        | Velká Medvědí řeka (povodí Mackenzie)     |                                                                 |
| 8.     | Malawi               | Malawi, Mosambik, Tanzanie                         | 30,044        | 579        | Shire (povodí Zambezi)                    |                                                                 |
| 9.     | Velké Otročí jezero  | Kanada                                             | 28,930        | 480        | Mackenzie                                 |                                                                 |
| 10.    | Erijské jezero       | USA, Kanada                                        | 25,719        | 388        | Niagara (povodí řeka sv. Vavřince)        |                                                                 |
| 11.    | Winnipežské jezero   | Kanada                                             | 23,553        | 425        | Nelson                                    |                                                                 |
| 12.    | Ontarijské jezero    | USA, Kanada                                        | 19,477        | 311        | řeka sv. Vavřince                         |                                                                 |
| 13.    | Balchaš              | Kazachstán                                         | 18,428        | 605        | bezodtoké                                 |                                                                 |
| 14.    | Ladožské jezero      | Rusko                                              | 18,130        | 219        | Něva                                      | největší jezero v Evropě (celé)                                 |
| 15.    | Vostok               | Antarktida                                         | 14,000        |            | bezodtoké                                 | největší jezero v Antarktidě                                    |
| 16.    | Oněžské jezero       | Rusko                                              | 9,891         | 248        | Svir (povodí Něva)                        |                                                                 |
| 17.    | Titicaca             | Bolívie, Peru                                      | 8,135         | 177        | Desaguadero (bezodtoké)                   | největší jezero Jižní Ameriky                                   |
| 18.    | Nikaragua            | Nikaragua                                          | 8,001         | 177        | San Juan                                  | největší jezero Střední Ameriky                                 |
| 19.    | Athabasca            | Kanada                                             | 7,920         | 335        | Velká Otročí řeka (povodí Mackenzie)      |                                                                 |
| 20.    | Turkana              | Keňa                                               | 6,405         | 258        | bezodtoké                                 |                                                                 |
| 21.    | Sobí jezero          | Kanada                                             | 6,330         | 245        | Sobí řeka                                 |                                                                 |
| 22.    | Issyk-Kul            | Kyrgyzstán                                         | 6,200         | 182        | bezodtoké                                 |                                                                 |
| 23.    | Urmijské jezero      | Írán                                               | 6,001         | 130        | bezodtoké                                 |                                                                 |
| 24.    | Vänern               | Švédsko                                            | 5,545         | 140        | Göta Älv                                  |                                                                 |
| 25.    | Tonlesap             | Kambodža                                           | 5,700         | 180        | Tonlesap                                  |                                                                 |
| 26.    | Winnipegosis         | Kanada                                             | 5,403         | 245        | Water Hen (povodí Nelson)                 |                                                                 |
| 27.    | Albertovo jezero     | Uganda, D.R.Kongo                                  | 5,299         | 161        | Albertův Nil (povodí Nil)                 |                                                                 |
| 28.    | Nettilling           | Kanada                                             | 5,051         | 113        | Koukdjuak                                 | největší jezero ležící na ostrově                               |
| 29.    | Mweru                | D.R.Kongo, Zambie                                  | 4,920         | 130        | Luvua (povodí Kongo)                      |                                                                 |
| 30.    | Nipigon              | Kanada                                             | 4,843         | 116        | Nipigon (povodí řeka sv. Vavřince)        |                                                                 |
| 31.    | Manitoba             | Kanada                                             | 4,706         | 225        | Dofin (povodí Nelson)                     |                                                                 |
| 32.    | Velké Solné jezero   | USA                                                | 4,662         | 121        | bezodtoké                                 |                                                                 |
| 33.    | Kukunor              | Čína                                               | 4,583         | 115        | bezodtoké                                 |                                                                 |
| 34.    | Tajmyrské jezero     | Rusko                                              | 4,560         | 210        | Dolní Tajmyra                             |                                                                 |
| 35.    | Lesní jezero         | USA, Kanada                                        | 4,472         | 110        | Winnipežská řeka (povodí Nelson)          |                                                                 |
| 36.    | Kyoga                | Uganda                                             | 4,403         | 80         | Viktoriin Nil (povodí Nil)                |                                                                 |
| 37.    | Saimaa               | Finsko                                             | 4,377         | 160        | Vuoksa (povodí Něva)                      |                                                                 |
| 38.    | Chanka               | Čína, Rusko                                        | 4,190         | 95         | Sungača (povodí Amur)                     |                                                                 |
| 39.    | Bangweulu            | Zambie                                             | 4,000         | 90         | Luapula (povodí Kongo)                    |                                                                 |
| 40.    | Ajdarkul             | Uzbekistán                                         | 4,000         | 250        | bezodtoké                                 | největší antropogenní jezero                                    |

## Laguny
Některá jezera – laguny jsou někdy zařazována mezi jezera a někdy jsou počítány jako zálivy
| Pořadí | Jezero          | Stát(y)      | Rozloha [km²] | Délka [km] | Odtok/Přítok    |
| ------ | --------------- | ------------ | ------------- | ---------- | --------------- |
| 1.     | Maracaibo       | Venezuela    | 16,300        | 160        | Karibské moře   |
| 2.     | Kara-bogaz-gol  | Turkmenistán | 12,000        | 170        | Kaspické moře   |
| 3.     | Lagoa dos Patos | Brazílie     | 10,144        | 241        | Atlantský oceán |

## Vysychající jezera
Zde jsou jezera, která v nedávné době měla rozlohu větší než 4000 km², v současné době však jejich rozloha klesla pod tuto hranici, jezera se rozpadla na více částí nebo úplně vyschla.
| Pořadí | Jezero             | Stát(y)                      | Rozloha [km²] | Délka [km] | Odtok     |
| ------ | ------------------ | ---------------------------- | ------------- | ---------- | --------- |
| 1.     | Čadské jezero      | Čad, Kamerun, Niger, Nigérie | 10,000        | 280        | bezodtoké |
| 2.     | Salar de Uyuni     | Bolívie                      | 10,000        | 200        | bezodtoké |
| 3.     | Salinas Grandes    | Argentina                    | 8,500         |            | bezodtoké |
| 4.     | Šot Melrhir        | Alžírsko                     | 6,700         | 120        | bezodtoké |
| 5.     | Eyreovo jezero     | Austrálie                    | 6,216         | 209        | bezodtoké |
| 6.     | Šot Djerid         | Tunisko                      | 5,700         | 140        | bezodtoké |
| 7.     | Torrensovo jezero  | Austrálie                    | 5,698         | 209        | bezodtoké |
| 8.     | Gairdnerovo jezero | Austrálie                    | 4,700         | 160        | bezodtoké |
| 9.     | Aralské jezero     | Kazachstán, Uzbekistán       | 3,300         | 428        | bezodtoké |

## Podle kontinentů
- Největší jezera v Africe podle rozlohy
- Největší jezera v Antarktidě podle rozlohy
- Největší jezera v Asii podle rozlohy
- Největší jezera v Austrálii a Oceánii podle rozlohy
- Největší jezera v Evropě podle rozlohy
- Největší jezera v Jižní Americe podle rozlohy
- Největší jezera v Severní Americe podle rozlohy